# Radical 108
El radical 108, representado por el carácter Han 皿, es uno de los 214 radicales del diccionario de Kangxi. En mandarín estándar es llamado 皿部, (mǐn　bù,　«radical “plato”»); en japonés es llamado 皿部, べいぶ (beibu), y en coreano 명 (myeong).
El radical «plato» aparece siempre en la parte inferior de los caracteres que clasifica. Los caracteres clasificados bajo el radical 108 suelen tener significados relacionados con utensilios para contener comida. Como ejemplo de lo anterior están: 盂, «tazón»; 盆, «cuenco»; 盖 «tapa».

## Nombres populares
- Mandarín estándar: 皿字底, mǐn zì dĭ, «carácter “plato” en la parte inferior».
- Coreano: 그릇명부, geu reut myeong bu, «radical myeong-contenedor».
- Japonés:　皿（さら）, sara, «plato».
- En occidente: radical «plato».

## Galería
| Estilos antiguos                                 | Estilos antiguos                  | Estilos antiguos                        | Estilos antiguos                   | Estilos antiguos                   | Estilos empleados actualmente       | Estilos empleados actualmente  | Estilos empleados actualmente    | Estilos empleados actualmente   | Estilos empleados actualmente  |
|                                                  |                                   |                                         |                                    |                                    |                                     | 皿                             | 皿                               |                                 |                                |
| 甲骨文 jiǎgǔwén (escritura de huesos oraculares) | 金文 jīnwén (escritura de bronce) | 简帛 jiǎnbó (escritura de bambú y seda) | 篆文 zhuànwén (escritura de sello) | 篆文 zhuànwén (escritura de sello) | 隸書 lìshū (estilo de los escribas) | 楷書 kǎishū (estilo regular)   | 楷書 kǎishū (estilo regular)     | 行書 xǐngshū (estilo corriente) | 草書 cǎoshū (estilo de hierba) |
| 甲骨文 jiǎgǔwén (escritura de huesos oraculares) | 金文 jīnwén (escritura de bronce) | 简帛 jiǎnbó (escritura de bambú y seda) | 大篆 dàzhuàn (sello grande)        | 小篆 xiǎozhuàn (sello pequeño)     | 隸書 lìshū (estilo de los escribas) | 繁體／繁体 fántǐ (tradicional) | 简体／簡體 jiǎntǐ (simplificado) | 行書 xǐngshū (estilo corriente) | 草書 cǎoshū (estilo de hierba) |

## Caracteres con el radical 108

| trazos | carácter                      |
| ------ | ----------------------------- |
| + 0    | 皿                            |
| + 2    | 盀 盁                         |
| + 3    | 盂                            |
| + 4    | 盃 盄 盅 盆 盇 盈             |
| + 5    | 盉 益 盋 盌 盍 盎 盏 盐 监    |
| + 6    | 盒 盓 盔 盕 盖 盗 盘 盙 盚 盛 |
| + 7    | 盜                            |
| + 8    | 盝 盞 盟                      |
| + 9    | 盠 盡 盢 監                   |
| + 10   | 盤                            |
| + 11   | 盥 盦 盧                      |
| + 12   | 盨 盩 盪                      |
| + 13   | 盫 盬                         |
| + 15   | 盭                            |
| + 16   | 蘯                            |